# Muriceides tenuis
Muriceides tenuis is een zachte koraalsoort uit de familie Plexauridae. De koraalsoort komt uit het geslacht Muriceides. Muriceides tenuis werd in 1908 voor het eerst wetenschappelijk beschreven door Nutting. 